# Costanza di Francia (1128-1176)
Costanza di Francia (1128 – Parigi, 16 agosto 1176 oppure dopo il 1177) fu contessa consorte di Mortain, per il matrimonio con Eustachio di Blois, e contessa consorte di Tolosa e marchesa consorte di Provenza, per il matrimonio con Raimondo V di Tolosa.

## Origine
Figlia del re di Francia, Luigi VI detto il Grosso e della seconda moglie, Adelaide di Moriana, figlia di Umberto II(1065 – 1103), conte di Savoia, detto il Rinforzato, e di Gisella o Giselda di Borgogna, figlia del conte di Borgogna e conte di Mâcon, Guglielmo I.
Luigi VI era il figlio maschio primogenito del re di Francia Filippo I e di Berta (1055 – 30 luglio 1094), figlia del conte d'Olanda, Fiorenzo I e di Gertrude di Sassonia.
La prima moglie di Luigi VI era stata Luciana di Rochefort, figlia del conte di Rochefort Guido I (circa 1055 - 1108), e di Elisabetta di Crécy. Il matrimonio era stato annullato dal papa Pasquale II, al concilio di Troyes, il 23 maggio 1107.

## Biografia

La contea di Tolosa nel 1154.

Dopo la morte di suo padre (1137), suo fratello, il nuovo re di Francia, Luigi VII, secondo il canonico e cronista del XII secolo, William of Newburgh fu indotto col denaro a fidanzare Costanza al conte di Mortain ed erede della contea di Boulogne ed erede del ducato di Normandia e del trono d'Inghilterra, Eustachio di Blois († 1153), figlio del re d'Inghilterra e duca di Normandia, Stefano di Blois e della contessa di Boulogne, Matilde, nipote dei primi due re di Gerusalemme, Goffredo di Buglione e Baldovino I di Gerusalemme.
L'impegno di Costanza, sorella del re di Francia, a sposare il figlio del re d'Inghilterra è ricordato anche nella continuazione della cronaca di Florence di Worcester
Secondo il monaco e cronista inglese, Gervasio di Canterbury, nel mese di febbraio 1140, fu celebrato il matrimonio tra Costanza ed Eustachio di Blois, re associato all'Inghilterra.
Il matrimonio viene ricordato anche da Matteo Paris, monaco e cronista inglese del XIII secolo.
Costanza, secondo il monaco e cronista normanno del XII secolo, Roberto di Torigni, rimase vedova, nell'agosto del 1153 e circa un anno dopo, il 10 agosto del 1154, in seconde nozze, sposò il Conte di Tolosa, Raimondo V, come ci viene confermato sia dal Genealogiæ Scriptoris Fusniacensis, che dal De Genere Comitum Flandrensium, Notæ Parisienses. Raimondo V di Tolosa (1134 – 1194), era il figlio primmogenito del conte di Rouergue o di Rodez, conte di Tolosa, duca di Settimania o di Narbona e marchese di Provenza, Alfonso Giordano e di Faydide o Faydive (come risulta dalla Histoire Générale de Languedoc, Notes, Tome IV, e dalla Histoire de Montpellier), figlia di Raimondo Decano II, signore d'Uzès e Posquiêres.
Costanza e Raimondo si separarono nel 1165. Nel medesimo anno Costanza avrebbe partecipato ai Colloqui di Lombers, presso Albi, il cui scopo era quello di confondere gli eretici albigesi.
In una lettera che scrisse al fratello Luigi VII di Francia dopo il suo ripudio, ella disse: «Io ho lasciato la mia casa e mi sono trasferita in un villaggio, nella casa di un certo cavaliere, poiché non avevo né di che cibarmi né di che pagare i miei servitori. Il conte non ha alcun riguardo per me e non mi dà nulla dei suoi beni per le mie necessità. »
Tornata in quel di Parigi, il fratello le assegnò beni immobili di cui si ignora l'entità. In ogni caso, a partire dal 1171 e con il nome di contessa di Saint-Gilles, ella fece numerose donazioni di beni immobili all'Abbazia di Montmartre ed ai Templari.
Costanza risulta ancora in vita, nel 1177; infatti viene citata due volte nel Regesta Regni Hierosolymitani, per una compra-vendita di una proprietà tra il re di Gerusalemme, Baldovino IV e Costanza, prima alla fine del 1176 e poi nel settembre del 1177.
Secondo l'Obituaires de Sens Tome I.1, Abbaye de Saint-Denis, Costanza morì il 16 agosto, senza specificare l'anno.

## Figli
Costanza ad Eustachio non diede figli mentre a Raimondo diede quattro figli:
- Adelaide[19][20] (?-1200), che sposò nel 1171 Ruggero II di Béziers[19], visconte di Carcassonne, Béziers, Albi e Razès
- Raimondo il Vecchio[4][20] (1156-1222), conte di Tolosa[21] e marchese di Provenza.
- Alberico Tagliaferro[20] (circa 1160-1183), conte di Saint-Gilles[22], sposò nel 1179 la contessa d'Albon e delfina del Viennese, Beatrice (1161-1228), figlia del delfino Ghigo V del Viennese (1125-1162).
- Baldovino di Tolosa[20] (1165-1214), visconte di Bruniquel, sposò, nel 1196, Alice (1177-?), figlia del visconte Sicardo V di Lautrec;

## Ascendenza
|                      |                     |                         | Genitori                |  |  | Nonni |  |  | Bisnonni            |  |  | Trisnonni             |  |
|                      |                     |                         |                         |  |  |       |  |  | Enrico I di Francia |  |  | Roberto II di Francia |  |
|                      |                     |                         |                         |  |  |       |  |  | Enrico I di Francia |  |  | Roberto II di Francia |  |
|                      |                     | Costanza d'Arles        |                         |  |  |       |  |  | Enrico I di Francia |  |  |                       |  |
| Filippo I di Francia |                     |                         |                         |  |  |       |  |  | Enrico I di Francia |  |  |                       |  |
|                      |                     | Anna di Kiev            | Jaroslav I di Kiev      |  |  |       |  |  |                     |  |  |                       |  |
|                      |                     | Anna di Kiev            | Jaroslav I di Kiev      |  |  |       |  |  |                     |  |  |                       |  |
|                      |                     | Anna di Kiev            | Ingegerd Olofsdotter    |  |  |       |  |  |                     |  |  |                       |  |
| Luigi VI di Francia  |                     | Anna di Kiev            |                         |  |  |       |  |  |                     |  |  |                       |  |
|                      |                     | Fiorenzo I d'Olanda     | Teodorico III d'Olanda  |  |  |       |  |  |                     |  |  |                       |  |
|                      |                     | Fiorenzo I d'Olanda     | Teodorico III d'Olanda  |  |  |       |  |  |                     |  |  |                       |  |
|                      |                     | Fiorenzo I d'Olanda     | Otelinda di Sassonia    |  |  |       |  |  |                     |  |  |                       |  |
| Berta d'Olanda       |                     | Fiorenzo I d'Olanda     |                         |  |  |       |  |  |                     |  |  |                       |  |
|                      |                     | Gertrude di Sassonia    | Bernardo II di Sassonia |  |  |       |  |  |                     |  |  |                       |  |
|                      |                     | Gertrude di Sassonia    | Bernardo II di Sassonia |  |  |       |  |  |                     |  |  |                       |  |
|                      |                     | Gertrude di Sassonia    | Elika di Schweinfult    |  |  |       |  |  |                     |  |  |                       |  |
| Costanza di Francia  |                     | Gertrude di Sassonia    |                         |  |  |       |  |  |                     |  |  |                       |  |
|                      | Amedeo II di Savoia | Oddone di Savoia        |                         |  |  |       |  |  |                     |  |  |                       |  |
|                      | Amedeo II di Savoia | Oddone di Savoia        |                         |  |  |       |  |  |                     |  |  |                       |  |
|                      | Amedeo II di Savoia | Adelaide di Susa        |                         |  |  |       |  |  |                     |  |  |                       |  |
| Umberto II di Savoia | Amedeo II di Savoia |                         |                         |  |  |       |  |  |                     |  |  |                       |  |
|                      |                     | Giovanna di Ginevra     | Giroldo di Ginevra      |  |  |       |  |  |                     |  |  |                       |  |
|                      |                     | Giovanna di Ginevra     | Giroldo di Ginevra      |  |  |       |  |  |                     |  |  |                       |  |
|                      |                     | Giovanna di Ginevra     | Gisella di Borgogna     |  |  |       |  |  |                     |  |  |                       |  |
| Adelaide di Savoia   |                     | Giovanna di Ginevra     |                         |  |  |       |  |  |                     |  |  |                       |  |
|                      |                     | Guglielmo I di Borgogna | Rinaldo I di Borgogna   |  |  |       |  |  |                     |  |  |                       |  |
|                      |                     | Guglielmo I di Borgogna | Rinaldo I di Borgogna   |  |  |       |  |  |                     |  |  |                       |  |
|                      |                     | Guglielmo I di Borgogna | Alice di Normandia      |  |  |       |  |  |                     |  |  |                       |  |
| Giselda di Borgogna  |                     | Guglielmo I di Borgogna |                         |  |  |       |  |  |                     |  |  |                       |  |
|                      |                     | Stefania di Borgogna    | ?                       |  |  |       |  |  |                     |  |  |                       |  |
|                      |                     | Stefania di Borgogna    | ?                       |  |  |       |  |  |                     |  |  |                       |  |
|                      |                     | Stefania di Borgogna    | ?                       |  |  |       |  |  |                     |  |  |                       |  |
|                      |                     | Stefania di Borgogna    |                         |  |  |       |  |  |                     |  |  |                       |  |

### Fonti primarie
- (LA)  Regesta Regni Hierosolymitani (Oeniponti).
- (LA)  Matthæi Parisiensis, Monachi Sancti Albani, Chronica Majora, Vol. II.
- (LA)  The Historical Works of Gervase of Canterbury, Vol. I.
- (LA)  Florentii Wigornensis Monachi Chronicon Continuatio, Tomus II.
- (LA)  Monumenta Germaniae Historica, Scriptores, tomus XIII.
- (LA)  Monumenta Germaniae Historica, Scriptores, tomus XXIII.
- (LA)  Histoire Générale de Languedoc avec des Notes, tome IV.
- (LA)  Chartes de l'abbaye de Cluny. tome V.

### Letteratura storiografica
- E. F. Jacob, Innocenzo III, in "Storia del mondo medievale", vol. V, 1999, pp. 5–53
- A. S. Tuberville, Le eresie e l'Inquisizione nel medioevo: 1000-1305 ca., in "Storia del mondo medievale", vol. V, 1999, pp. 568–598
- Louis Halphen, La Francia: Luigi VI e Luigi VII (1108-1180), in "Storia del mondo medievale", vol. V, 1999, pp. 705–739
- Frederik Maurice Powike, I regni di Filippo Augusto e Luigi VIII di Francia, in "Storia del mondo medievale", vol. V, 1999, pp. 776–828
- Paul Fournier, Il regno di Borgogna o d'Arles dall'XI al XV secolo, in "Storia del mondo medievale", vol. VII, 1999, pp. 383–410
- (EN)  Historia rerum Anglicarum of William of Newburgh, libro I.
- (FR)  Histoire Générale de Languedoc, Notes, Tome IV.
- (FR)  Histoire Générale de Languedoc avec desNotes, Tome IV.
- (FR)  Histoire de Montpellier.